# Clarté
Svenska Clartéförbundet är en socialistisk organisation bildad år 1921. Förbundets huvudsakliga verksamhet går ut på att ge ut tidskriften Clarté, och utöver detta anordnar man seminarier och föreläsningar på olika ämnen som är aktuella inom den svenska vänstern. Organisationen har ingen partianknytning.

## Historik

### Ursprunget
Svenska Clartéförbundet bildades i Sverige 1921 efter fransk förebild, (från franskans clarté som betyder "klarhet") med utgångspunkt i Henri Barbusse upprop för en international för världsfred och hushållsomdaning i socialistisk anda. Clarté fanns en tid i flera länder men levde kvar i Norden och främst i Sverige. Under 1930-talet tog Svenska Clartéförbundet ställning mot nationalsocialismen och mot fascismen. Förbundet splittrades 1939 men återuppstod 1944. Många unga socialdemokrater var aktiva även inom Clarté. Den blivande högerledaren Jarl Hjalmarson började sina juridikstudier i Uppsala 1923 och var inledningsvis engagerad i Clartés studentförening, men övergick senare till den konservativa föreningen Heimdal. I Lund var exempelvis Tage Erlander ordförande för den lokala avdelningen under 30-talet. 

### Radikaliseringen
Under 1960-talet radikaliserades Clarté och förklarade sig vara en kommunistisk organisation; jfr 68-vänstern. Från sent 1960-tal och långt in på 1970-talet samarbetade förbundet nära med Kommunistiska förbundet marxist-leninisterna (KFML) (som under samma tid bytte namn till Sveriges kommunistiska parti).
Clarté spelade en stor roll för framväxten av en svensk solidaritetsrörelse mot kriget i Vietnam och var den första organisation som uppmärksammade det som hände i landet. Det var clartéister som anordnade den första demonstrationen för Vietnams frihet, Hötorgsdemonstrationen i juni 1965 och därefter var med om att grunda De förenade FNL-grupperna. Sköld Peter Matthis var under en tid ordförande för Svenska Clartéförbundet.
Ett fåtal medlemmar i Clarté var med om att bilda den så kallade "Rebellrörelsen", som var aktiv 1968 i Uppsala och Lund.
Under den här tiden kom Svenska Clartéförbundet att stå under bevakning av den svenska säkerhetstjänsten.

### Clarté som studentorganisation
Clarté var under 1960- och 70-talen också framgångsrikt vid många universitet och högskolor och vann till exempel många mandat i valen till kårfullmäktige vid Stockholms universitet. I Uppsala uppträdde man sedermera under partibeteckningen Argus, och ledda av Stig-Björn Ljunggren fanns man kvar i studentkårens fullmäktige en bit in på 1980-talet.
Efter en nedgång i verksamheten valde förbundet på 1980-talet en annan väg och bröt 1982 kopplingarna med Sveriges kommunistiska parti, med motiveringen att detta inte längre hade starkt stöd bland studenterna.

### Clarté från 1980-talet
Clarté är ett oberoende socialistiskt förbund. Förbundet utger fortfarande tidskriften Clarté som kommer ut med fyra nummer årligen. Redaktörer är Mikael Nyberg, Daniel Cederqvist och Olle Josephson. Enligt egna uppgifter har förbundet numera strax under 200 medlemmar och tidskriften cirka 800 prenumeranter (2024).[källa behövs]
Clarté genomför regelbundet olika typer av möten och seminarier. Ett sådant format är "Café Clarté" dit bland annat olika föredragshållare bjuds in. Ett annat, tillsammans med bland andra tidskrifterna Röda rummet, Brand och Klass, är samtalsserien Zenit: nordiskt radikalt forum.
Lokala Clartégreupper har sedan 2022 etablerats i både Uppsala och Lund. Lokalgrupperna har en betydande programverksamhet med studiecirklar, författaresamtal och evenemang. Clarté Uppsala publicerar även tidskriften Clartéisten. 
Clarté har tillsammans med andra vänsterorganisationer deltagit i planeringen och genomförandet av konferenserna Marx2013, Marx2016 och Marx2019 på ABF-huset i Stockholm. I samband med dessa konferenser har organisationen knutit till sig marxistiskt influerade forskare som Gerárd Duménil, Lucia Pradella och Vivek Chibber. Dessa personers texter har också publicerats på svenska i översättning eller som helhet i tidskriften Clarté.
Jan Guillous fiktiva svenska underrättelseofficer Carl Hamilton var i sin ungdom aktiv i Clarté. Clarté figurerar med jämna mellanrum i olika historiska romaner och faktaböcker. Bland dessa kan även nämnas Spionen på FRA av Anders Jallai.

## Kända clartéister
Många välkända personer har varit medlemmar i Clarté. Bland dessa kan nämnas Stellan Arvidson (redaktör för tidskiften 1924–1927 samt 1932–1933), Lars Åke Augustsson, Nils Bejerot,Erik Blomberg, Karin Boye, Tage Erlander (ordförande i Clarté i Lund på 1920-talet), C.-H. Hermansson, Jarl Hjalmarson, Hans Isaksson, Ebbe Linde, Ulla Lindström, Arnold Ljungdahl, Iréne Matthis (ordförande i Clarteförbundet 1964–1966), Per Nyström, Gunilla Palmstierna-Weiss, Harry Schein och Marita Ulvskog.

## Källhänvisningar
1. 1 2 3  "Clarté". NE.se. Läst 16 december 2014.
2. ↑  ”Jarl Hjalmarson-stiftelsen - historia”. Jarl Hjalmarson-stiftelsen. Arkiverad från originalet den 29 augusti 2018. https://web.archive.org/web/20180829175743/https://www.hjalmarsonstiftelsen.se/om-jhs/historia/. Läst 29 augusti 2018.
3. ↑  http://opo1.no/Sakerhetstjanstkommissionen/Rikets%20sakerhet%20och%20den%20personliga%20integriteten.%20del2.pdf
4. ↑  ”Den gåtfulle Stellan Arvidsson”. Lindelof nu. ?. https://www.lindelof.nu/den-gatfulle-stellan-arvidsson/. Läst 21 november 2020.
5. ↑  [http://www.lindelows.se/200/201.asp?id=1074 ”Lars Åke Augustsson

Med stor inblick i den svenska maoismen”]. Lindelöws bokförlag. ?. http://www.lindelows.se/200/201.asp?id=1074. Läst 21 november 2020.
6. ↑  [https://web.archive.org/web/20210816212617/http://www.nilsbejerot.se/minnesbok.pdf ”NILS BEJEROT — forskaren,
folkupplysaren, pionjären
i kampen mot narkotikan”]. Nils Bejerots Minnesfond. 25 februari 1993. Arkiverad från originalet den 16 augusti 2021. https://web.archive.org/web/20210816212617/http://www.nilsbejerot.se/minnesbok.pdf. Läst 20 november 2020.
7. ↑  Blomberg, Erik (1962). Vem äventyrar freden?. Stockholm: Clarté. 1962.. Libris 709258. Läst 20 november 2020
8. 1 2  ”Politisk organisation - Svenska Clartéförbundet (Clarté)”. Svenskt kvinnobiografiskt lexikon. ?. https://www.skbl.se/sv/organisation/AVezw-ls7hONWjeN9n93%7CAWC8QxmJjP4rR07fm21-%7CAVtCkd5_i-B3PHNCX9TO%7CAV3f_7PRDqWJ2eBq92l_%7CAV92qeHrjP4rR07fm2rb%7CAWC8UXc8jP4rR07fm21_%7CAV27nRE9i-B3PHNCX9Y0?title=Politisk+organisation+-+Svenska+Clart%C3%A9f%C3%B6rbundet+%28Clart%C3%A9%29. Läst 20 november 2020.
9. ↑  ”Tage Erlander och Torsten Gustafson, en unik forskningspolitisk vänskap”. Fysikportalen. ?. https://nanopdf.com/downloadFile/tage-erlander-och-torsten-gustafson-en-unik_pdf. Läst 20 november 2020.
10. ↑  ”C H Hermansson: Mannen som både knöt och bröt med Sovjet”. Internationalen. 3 augusti 2016. http://www.internationalen.se/2016/08/c%E2%80%8Ah-hermansson-mannen-som-bade-knot-och-brot-med-sovjet/. Läst 20 november 2020.
11. ↑  ”Jarl Hjalmarson stiftelsen”. Hjalmarsonstiftelsen. ?. Arkiverad från originalet den 29 augusti 2018. https://web.archive.org/web/20180829175743/https://www.hjalmarsonstiftelsen.se/om-jhs/historia/. Läst 19 november 2020.
12. ↑  ”Vild attack mot kapitalet”. Aftonbladet. ?. https://www.aftonbladet.se/kultur/a/OnlKBV/vild-attack-mot-kapitalet. Läst 21 november 2020.
13. ↑  ”Ebbe Linde, 1897–1991”. Svenskt översättarlexikon. https://litteraturbanken.se/%C3%B6vers%C3%A4ttarlexikon/artiklar/Ebbe_Linde. Läst 20 oktober 2022.
14. ↑  Stenkvist,, Jan (1971). Arnold Ljungdal, Clarté och tjugotalet. Stockholm: Norstedt.. Libris 814039. Läst 20 november 2020
15. ↑  ”Sociologiska föreningen i Lund ( Åke Nielsén)”. DIVA portal. ?. https://www.diva-portal.org/smash/get/diva2:1138018/FULLTEXT01.pdf. Läst 21 november 2020.
16. ↑  ”DN gratulerar: Gunilla Palmstierna-Weiss, scenograf”. Dagens Nyheter. 6 april 2018. https://www.dn.se/familj/dn-gratulerar-gunilla-palmstierna-weiss-scenograf/. Läst 20 november 2020.
17. ↑  ”Inget nytt ljus över Harry Schein”. Aftonbladet. 11 maj 2018. https://www.aftonbladet.se/kultur/bokrecensioner/a/yvr7oK/inget-nytt-ljus-over-harry-schein. Läst 20 november 2020.
18. ↑  ”Ulvskog ångrar ingenting”. Dagens nyheter. 28 december 2003. https://www.dn.se/arkiv/inrikes/ulvskog-angrar-ingenting/. Läst 21 november 2020.